# Saulius Petreikis
Saulius Petreikis (* 14. Juni 1984 in Barstyčiai) ist ein litauischer Weltmusik-Künstler (Trompete, Horn, Flöten, Gesang, weitere Instrumente, Komposition).

## Wirken
Petreikis absolvierte zwischen 2004 und 2010 ein klassisches Trompetenstudium an der Litauischen Akademie für Musik und Theater. Nach Abschluss seines Studiums hat er sich intensiv mit verschiedenen Musikkulturen beschäftigt und auch Kehl- und Obertongesang gelernt.
Als Sänger und Multiinstrumentalist, der ein kaum übersehbares Arsenal an Flöten und anderen Blasinstrumenten beherrscht, hat Petreikis elf Alben unter eigenem Namen veröffentlicht. „Seine leisen Songs … verbinden litauische Folktraditionen mit experimentellen World- und Jazzsounds.“ Mit seiner Band, zu der sein Bruder Donatas Petreikis gehörte, ist er international aufgetreten, auch auf dem Rudolstadt-Festival 2024. Mit Baba Sissoko, Indrė Jurgelevičiūtė, Laurita Peleniūtė und Victor Diawara gehörte er zudem zur Gruppe MaLituanie (gleichnamiges Album 2013). Als Solist führte er 2018 mit der Jazzrausch Bigband Vincent Eberles Baltic Suite auf dem Baltic Breeze Festival auf.

## Diskographische Hinweise
- Saulius Petreikis The Unit 7 Allstars: Lowlands (2014)
- Saulius Petreikis, Domas Strupinskas: Lietava (2016)
- Saulius Petreikis’ World Orchestra Live 2018: Full Concert In Vilnius
- Live at Tamsta 2020[5]